# Mordechaj Hod
Mordechaj „Mottie“ Hod (hebrejsky: מרדכי הוד; žil 28. září 1926 – 29. června 2003) byl izraelský letec a generál, který stál v letech 1966 až 1973 v čele Izraelského vojenského letectva.

## Biografie
Narodil se v kibucu Deganija ještě za dob britské mandátní Palestiny. Studoval na místní zemědělské akademii, poté byl r. 1944 naverbován do britské armády, kde pracoval jako řidič. Po konci druhé světové války vstoupil do organizace Hagana. V této pozici byl nápomocen při akci Alija Bet, ilegální židovské imigraci z Evropy do mandátní Palestiny. Za účast na těchto akcích byl v Římě zatčen a uvězněn na dva týdny.
Leteckou kariéru zahájil výcvikem v Itálii, ale brzy byl poslán do Československa. Nově vytvořené Izraelské vojenské letectvo (IAF) potřebovalo moderní vojenská letadla, a proto v Československu zakoupilo několik desítek Spitfirů a Avií S-199 (modifikovaných kopií Messerschmittu Bf 109G). Po zakoupení bylo nutné letadla přelétnout do Izraele; Hod doprovázel skupinu letců při sedmihodinovém letu, který se uskutečnil 22. prosince 1948.
Po návratu do Izraele zahájil Hod kariéru v IAF. Přestože měl předchozí zkušenosti, navštěvoval leteckou akademii IAF, kterou absolvoval 14. března 1949. O rok později byl znovu poslán do zahraničí, tentokrát aby se v Británii naučil létat na letadle Gloster Meteor, což byly první proudové stíhačky Izraele. Po druhém návratu do Izraele v roce 1951 byl jmenován velitelem letky stíhaček P-51 Mustang. V roce 1956 vedl během sinajské války několik podpůrných misí, včetně doprovodu pro letadla s nákladem a výsadkáři. V následující dekádě jeho kariéra v letectvu stoupala. V r. 1957 se stal velitelem základny, o tři roky později stál v čele všech operací izraelského letectva. Jen o rok později, v roce 1961, byl povýšen na vedoucího leteckého oddělení Generálního štábu. V této funkci zůstal až do 27. dubna 1966, kdy se stal velitelem celého letectva.
Rok poté čelil velkému dilematu. Egyptský prezident Gamál Násir uzavřel Tiranskou úžinu, a Izrael čelil možnosti vést válku proti Egyptu, Jordánsku a Sýrii. Izrael proto zahájil operaci Moked – otevřený letecký úder, který zahájil šestidenní válku. Hodův úder, při němž bylo pro obranu leteckého prostoru Izraele ponecháno pouhých 12 letadel, zničil většinu egyptské, jordánské a syrské vzdušné sily. To Izraeli během konfliktu zajistilo vzdušnou převahu. V rozhovoru o několik let později Hod prohlásil, že 45 minut letu bylo „nejdelších 45 minut v mém životě.“ Hod také musel řešit incident s lodí USS Liberty, při kterém izraelská letadla omylem napadla americkou loď u pobřeží Sinajského poloostrova, přičemž zahynulo 34 členů posádky.
Během opotřebovací války mezi Izraelem a Egyptem (1968–1970) řídil nálety u Suezského průplavu a hlouběji do egyptského území. Zaznamenal také sestřely sovětských letadel MiG pilotovaných egyptskými piloty.
V dubnu 1973 sestoupil Hod v IAF o funkci níž, což bylo pouhých 6 měsíců před zahájením jomkipurské války. Kvůli válce byl rychle odvolán a působil jako poradce letectva u generálmajora Jicchaka Chofiho, který měl tehdy na starosti severní velitelství. Než odešel do soukromého sektoru, sloužil jako asistent ministra obrany. Během své vojenské kariéry se Hod setkal se seržantkou IAF jménem Penina, s kterou se oženil a společně měli tři děti.
Po ukončení vojenské letecké kariéry zahájil kariéru v civilním letectví a roku 1975 založil společnost CAL Cargo Air Lines. V jejím čele stál až do roku 1977, kdy se stal prezidentem izraelské národní letecké společnosti El Al. V této funkci působil až do roku 1979 a později se stal předsedou Israel Aircraft Industries. Zemřel dne 29. června 2003.